# Minerve-Klasse (1936)
Die Minerve-Klasse war eine mittlere U-Boot-Schiffsklasse der französischen Marine im Zweiten Weltkrieg. In der damaligen französischen Typklassifikation waren es Boote der Klasse 2.
Die sechs Boote wurden sowohl von der vichyfranzösischen als auch der freifranzösischen Marine eingesetzt.

## Konstruktive Merkmale
Die Zweihüllenkonstruktion basierte auf einem staatlichen Entwurf und war eine Weiterentwicklung des 630 Tonnen Typs. Die wichtigsten Verbesserungen betrafen die verstärkte und besser angeordnete Torpedobewaffnung. Alle sechs 550-mm-Torpedorohre waren intern angeordnet. Vier befanden sich im Bug, zwei im Heck. Die drei 400-mm-Rohre waren extern in einem einzelnen hinter dem Turm angeordneten schwenkbaren Drillingssatz montiert. Eine weitere Modernisierung gegenüber dem 630-Tonnen-Typ betraf die Vergrößerung der Antriebsleistung der von Vickers und Schneider stammenden Dieselmotoren. Auch die elektrische Antriebsleistung wurde gesteigert.
Bei Kriegsbeginn 1939 waren die Boote der Minerve-Klasse die modernsten mittleren U-Boote der französischen Marine.

## Einsatzgeschichte
Zum Zeitpunkt der französischen Kapitulation im Juni 1940 befanden sich Junon und Minerve in Großbritannien, wo sie am 3. Juli im Rahmen der Operation Grasp beschlagnahmt wurden. Die Briten stellten die beiden U-Boote der freifranzösischen Marine zur Verfügung. Die restlichen vier Boote verblieben unter vichyfranzösischer Kontrolle.
Am 10. Oktober 1942 griff ein alliiertes Flugzeug 300 Seemeilen westlich Brest irrtümlich die Minerve mit Raketen an, wobei zwei Seeleute den Tod fanden.
Die freifranzösische Junon versenkte am 19. Oktober 1942 das norwegische Handelsschiff Nordland vor der Westküste Norwegens auf der Position 67° 12′ 0″ N, 12° 57′ 0″ O.
Infolge der alliierten Landung in Französisch-Nordafrika und dem folgenden deutschen Einmarsch in Südfrankreich wurden Vénus in Toulon und Pallas und Céres in Oran selbstversenkt, um einen Zugriff der Achsenmächte zu verhindern. Iris fuhr nach Spanien und ließ sich dort internieren. Das Boot kehrte nach Kriegsende nach Frankreich zurück.
Die beiden freifranzösischen und das in Spanien internierte Boot überstanden den Krieg.
Die Minerve lief am 19. September 1945 auf Grund und sank. Das zu großen Teilen ausgeschlachtete Wrack liegt vor der Isle of Portland in 10 m Tiefe auf der Position 50° 31′ 1″ N, 2° 27′ 6″ W.
Iris wurde 1950 und Junon 1954 außer Dienst gestellt.

## Einheiten
| Kennung | Name    | Bauwerft                                         | Kiellegung       | Stapellauf         | Indienststellung   | Verbleib |
| ------- | ------- | ------------------------------------------------ | ---------------- | ------------------ | ------------------ | --- |
| Q 185   | Minerve | Arsenal de Cherbourg                             | 17. August 1931  | 23. Oktober 1934   | 15. September 1936 | Am 3. Juli 1940 von den Briten beschlagnahmt und später an die freifranzösische Marine übergeben. Am 19. September 1945 auf Grund gelaufen und aufgegeben. |
| Q 186   | Junon   | Chantiers et Ateliers Augustin Normand, Le Havre | 9. Juni 1932     | 15. September 1935 | 20. September 1937 | Am 3. Juli 1940 von den Briten beschlagnahmt und später an die freifranzösische Marine übergeben. 1954 stillgelegt.                                        |
| Q 187   | Vénus   | Chantier Worms, Rouen                            | 27. Juni 1932    | 6. April 1935      | 15. November 1936  | Am 27. November 1942 in Toulon selbstversenkt. |
| Q 188   | Iris    | A & Chantier Dubigeon, Nantes                    | 1. Juli 1932     | 23. September 1934 | 15. September 1936 | Zwischen 1942 und 1945 in Cartagena, Spanien interniert, 1950 stillgelegt.                                                                                 |
| Q 189   | Pallas  | Chantiers et Ateliers Augustin Normand, Le Havre | 19. Oktober 1936 | 25. August 1938    | 1939               | Am 9. November 1942 in Oran selbstversenkt. Von den Alliierten gehoben und 1944 gestrichen.                                                                |
| Q 190   | Céres   | Chantier Worms, Rouen                            | 8. August 1936   | 9. Dezember 1938   | 1939               | Am 9. November 1942 in Oran selbstversenkt |

## Erläuterungen
1. ↑  Die französische Marine unterschied 3 Klassen von U-Booten: Boote 1. Klasse waren Hochseeboote. Boote 2. Klasse waren kleinere Küstenboote. Boote 3. Klasse waren Minenleger.